# كاسبر ديفيد فريدريك

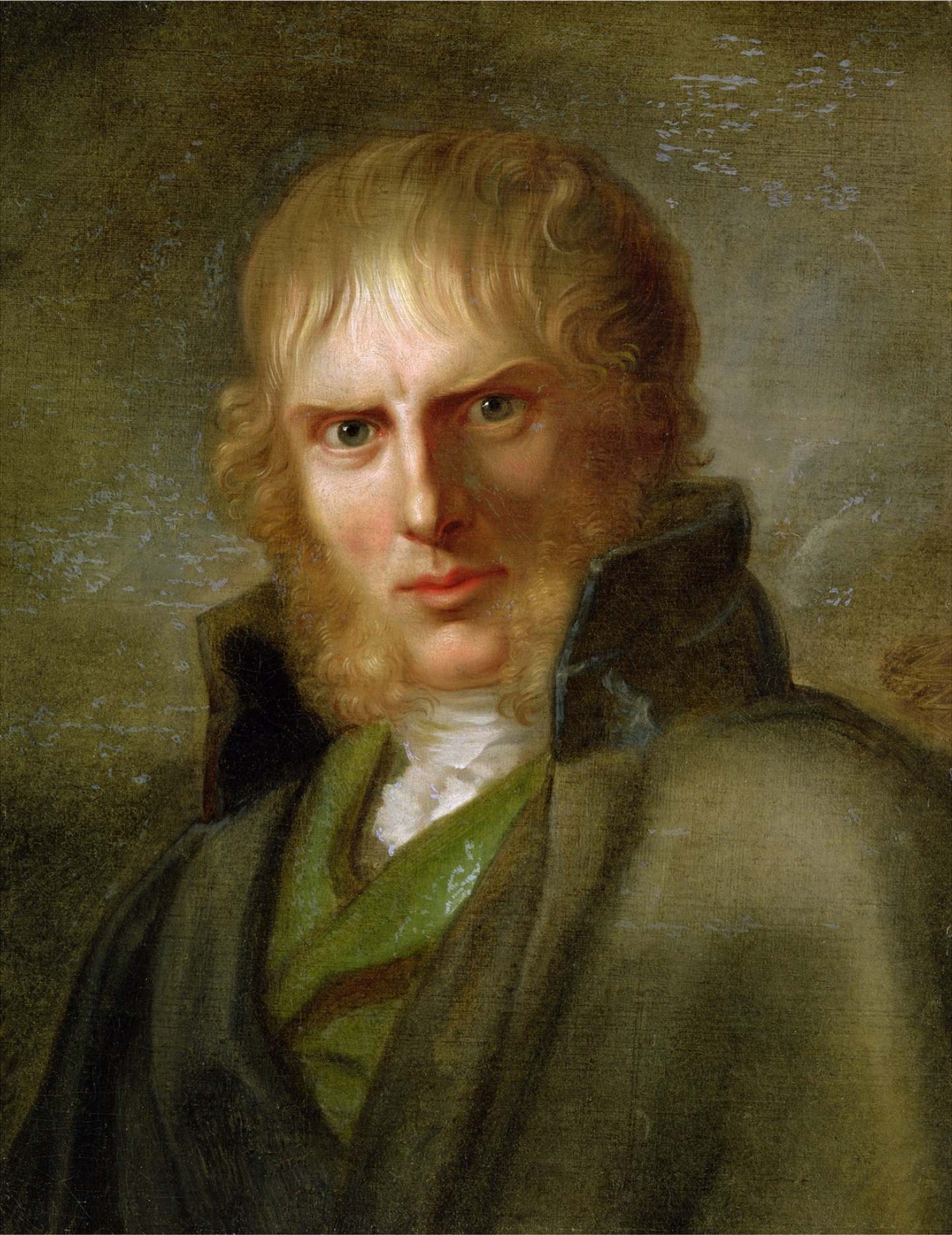
صورة لكاسبر ديفيد فريدريش تعود إلى عام 1810-1820

كاسبر ديفيد فريدريش (بالألمانية: Caspar David Friedrich)‏ (5 سبتمبر 1774 – 7 مايو 1840) ، رسام ألماني رومانسي يعد من أهم فناني جيله. ولد الفنان كاسبار فريدريش كاسبار فريدريش في جرايسفالد في العام 1798 ، وطوال حياته كان شخصا
تقيا متأملا مع شئ من التشاؤم والسوداوية
توفيت أمه وهو في السابعة من عمره وبعد ست سنوات توفي شقيقه بينما كان يحاول إنقاذ كاسبار من
الغرق هذا الحادث ترك آثرا عميقا على شخصية هذا الفنان الكبير، فظل طوال حياته واقعا تحت هاجس
الموت والطبيعة والخالق
وفي بقعة منعزلة من الطبيعة الجميلة وجد كاسبار بعض العزاء والإلهام كان يسافر إلى ساحل البلطيق
ويزور منطقة الجبال هناك، ويبدو أن تلك المناظر الجليلة وفرت له موضوعات غنية للرسم
وخلال أسفاره كان فريديريش يرسم لوحات ذات موتيفات محددة مثل أقواس قزح واشجار السنديان
الضخمة الخ وحيث أنه وهب القدرة على ملاحظة الطبيعة وتأملها فقد كان ميالا للتعبير عنها بعيني مؤمن تقي،
وهذا التعبير انتج لوحات ذات قوة تعبيرية وروحية هائلة
وفي جميع أعماله تقريبا يؤكد فريدريش على أن الموت لا ينتظرنا في المقبرة فقط، انه يترصدنا خلف
السحب الداكنة أو أمام قارب اختفى نصفه في السديم أو وراء المدخل المؤدي إلى أعماق الغابة
أسهمت لوحات كاسبار فريدريش وموسيقى بيتهوفن معا وبشكل كبير في التعبير العميق عن الرومانتيكية الألمانية.
جلبت أعمال فريدريش الشهرة عليه في وقت مبكر من حياته المهنية، وذكره معاصروه، كالنحات الفرنسي ديفيد د. أنجرز على أنه الرجل الذي اكتشف «تراجيديا المشهد الطبيعي». وعلى الرغم من ذلك، فقد عمله حظوته في سنيه اللاحقة، ومات مغمورًا. مع تقدم ألمانيا ناحية الحداثة في أواخر القرن التاسع عشر، تميز فنها بحسّ جديد من الإلحاح، وأصبحت تصويرات فريدريش التفكرية للسكون تُرى على أنها نتاج عصر مندثر. جلبت بداية القرن العشرين تقديرًا مُجددًا لأعماله، بدءًا من عام 1906 بمعرض من اثنتين وثلاثين من لوحاته في برلين. بحلول عشرينيات القرن الماضي، كانت لوحاته قد اكتُشفت على يد التعبيريين، وفي الثلاثينيات وأوائل الأربعينيات استمد السرياليون والوجوديون أفكارًا بصورة متكررة من أعماله. شهد صعود النازيّة في أوائل الثلاثينيات صحوة ثانية في شعبية فريدريش، لكن أعقب ذلك انحدار حاد بسبب تفسير لوحاته على أنها تحمل جانبًا قوميًا من خلال ارتباطها بالحركة النازية. لم يحدث أن استعاد فريدريش سمعته باعتباره أيقونة للحركة الرومانسية الألمانية ورسامًا ذا أهمية دولية حتى أواخر السبعينيات.

## حياته

### سنيه الأولى وعائلته
وُلد كاسبار ديفيد فريدريش في الخامس من سبتمبر 1774، في غرايسفالد، بوميرانيا السويدية، على ساحل البلطيق في ألمانيا. كان سادس عشر أطفال، ونشأ على العقيدة اللوثرية الصارمة لأبيه أدولف غوتليب فريدريش، الذي كان يعمل صانع شموع وصابون. سجلات الظروف المالية للعائلة متناقضة، ففي حين تشير بعض المصادر إلى أن الأطفال تلقوا تعليمًا خاصًا، تذكر الأخرى أنهم ترعرعوا في فقر نسبيّ. تعرف إلى الموت في سن مبكرة. توفيت أمه، صوفي، في عام 1781 وقتما كان في السابعة. وبعد عام، توفيت أخته إليزابيث، واستسلمت أخته الثانية ماريا للحمّة النمشية في 1791. يُزعم أن أعظم مآسي حياته حدثت في عام 1787 وقتما توفي أخوه يوهان كريستوفر، إذ شاهد كاسبار ديفيد في عمر الثالثة عشرة أخاه الأصغر يسقط عبر الجليد في بحيرة متجمدة ويغرق. تقترح بعض الروايات أن يوهان كريستوفر قد هلك في خلال محاولته إنقاذ كاسبار ديفيد، الذي كان في خطر على الجليد أيضًا.
بدأ فريدريش دراسته الرسمية للفن في عام 1790بصفته تلميذًا خصوصيًا للفنان يوهان غوتفرايد كويستورب في جامعة غرايفسفالد في مدينة الأم، التي صار اسم قسم الفنون فيها الآن معهد كاسبار ديفيد فريدريش تكريمًا له. أخذ كويستورب تلميذه في نزه رسم خارجية، ونتيجة لذلك، شُجع فريدريش على الرسم من الواقع في سن مبكرة. عبر كويستورب، التقى فريدريش باللاهوتي لودفيغ غوتهارد كوزغارتن الذي كان يعلّم أن الطبيعة من تجليات الله وتأثر به عقب ذلك. تعرف كويستورب فريدريش على أعمال الفنان الألماني آدم إلشايمر من القرن السابع عشر، والذي غالبًا ما كانت تضم مواضيع دينية تسيطر على المشهد، ومواضيع ليلية. في خلال هذه الفترة، درس أيضًا الأدب وفلسفة الجمال على يد الأستاذ السويدي توماس ثوريلد. بعد أربع سنوات، التحق فريدريش بأكاديمية كوبنهاغن المرموقة، حيث بدأ تعليمه بنسخ قوالب عن المنحوتات القديمة قبل أن يتابع الرسم من الواقع. أتاحت المعيشة في كوبنهاغن أمام الرسام الشاب وصولًا إلى مجموعة معرض الصور الملكي خاصة رسومات المشاهد الطبيعية الهولندية للقرن السابع عشر. درس في الأكاديمية على أيدي مدرسين مثل كريستيان أوغست لورنتزن ورسامة المشاهد الطبيعية جينس جول. تأثر هؤلاء الفنانون بحركة العاصفة والاندفاع ومثلوا نقطة وسطى بين الكثافة الدرامية والأسلوب التعبيري لفلسفة الجمال الرومانسية الناشئة والمثل النيو كلاسيكية المتقهقرة. كانت الحالة المزاجية بالغة الأهمية، واستُقي التأثير من مصادر كأسطورة إيدا الآيسلندية وقصائد الميثولوجيا الأوسيانية والاسكندنافية.

## روابط خارجية
- كاسبر ديفيد فريدريك على موقع الموسوعة البريطانية (الإنجليزية)
- كاسبر ديفيد فريدريك على موقع ميوزك برينز (الإنجليزية)
- كاسبر ديفيد فريدريك على موقع إن إن دي بي (الإنجليزية)
- كاسبر ديفيد فريدريك على موقع ديسكوغز (الإنجليزية)